# Thalictrum foeniculaceum
Thalictrum foeniculaceum là một loài thực vật có hoa trong họ Mao lương. Loài này được Bunge miêu tả khoa học đầu tiên năm 1833.